# Musée d'histoire de Dnipro
Le musée d'histoire de Dnipro, fondé en 1849 est un musée d'Ukraine, situé à Dnipro.

## Présentation et histoire
Le musée a été fondé le 1849 par Andriy Fabr qui était gouverneur de la ville. La première collection Katerinoslav a été initiée par le directeur du gymnasium local, M. Grakhov. Il anime le Musée de la maison de Dmytro Yavornytsky. Depuis 1940 il porte le nom de Dmytro Yavornytsky, directeur de musée, donateur de ses collections.

## Galerie

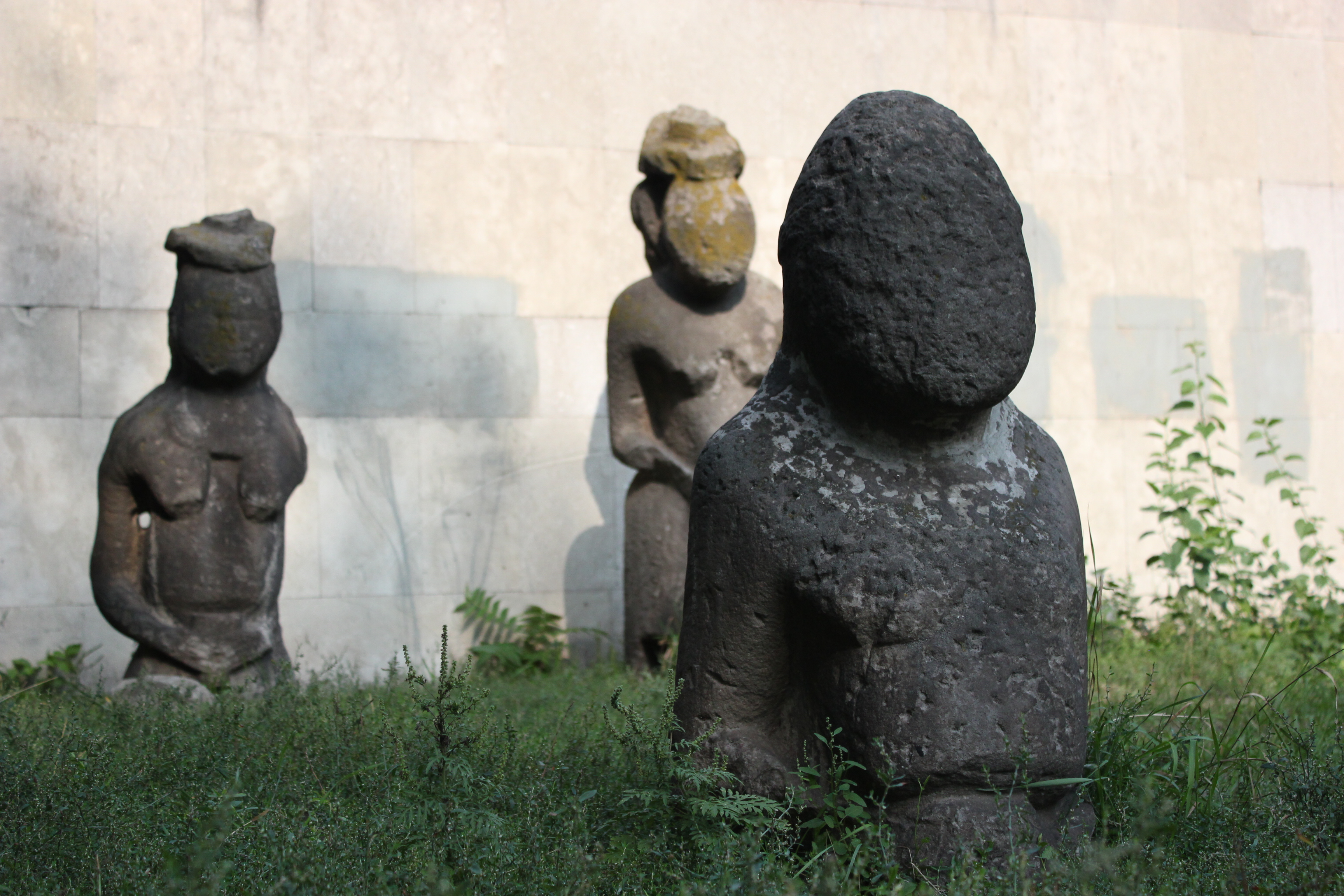
Stèles Kurgan.
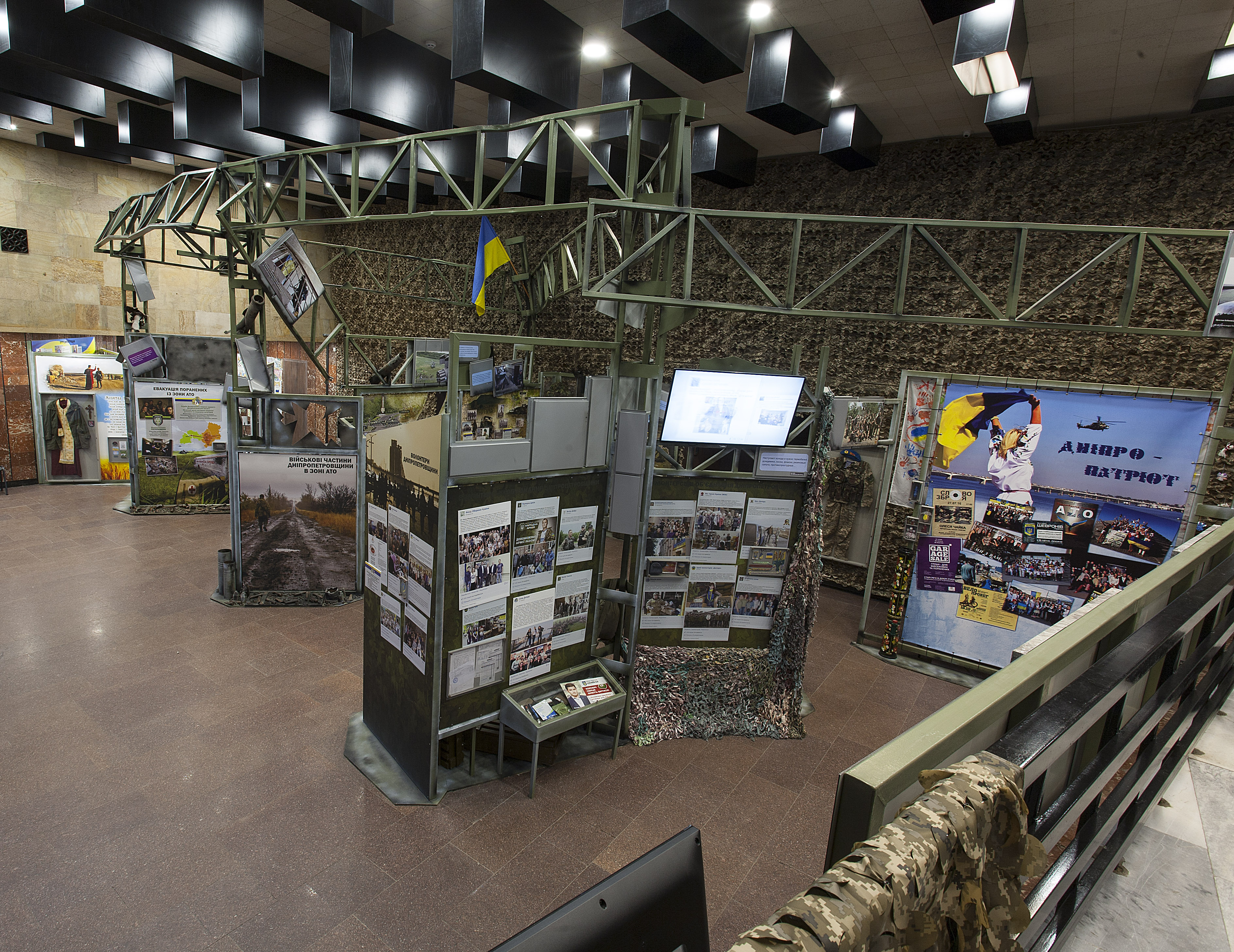
Une salle.
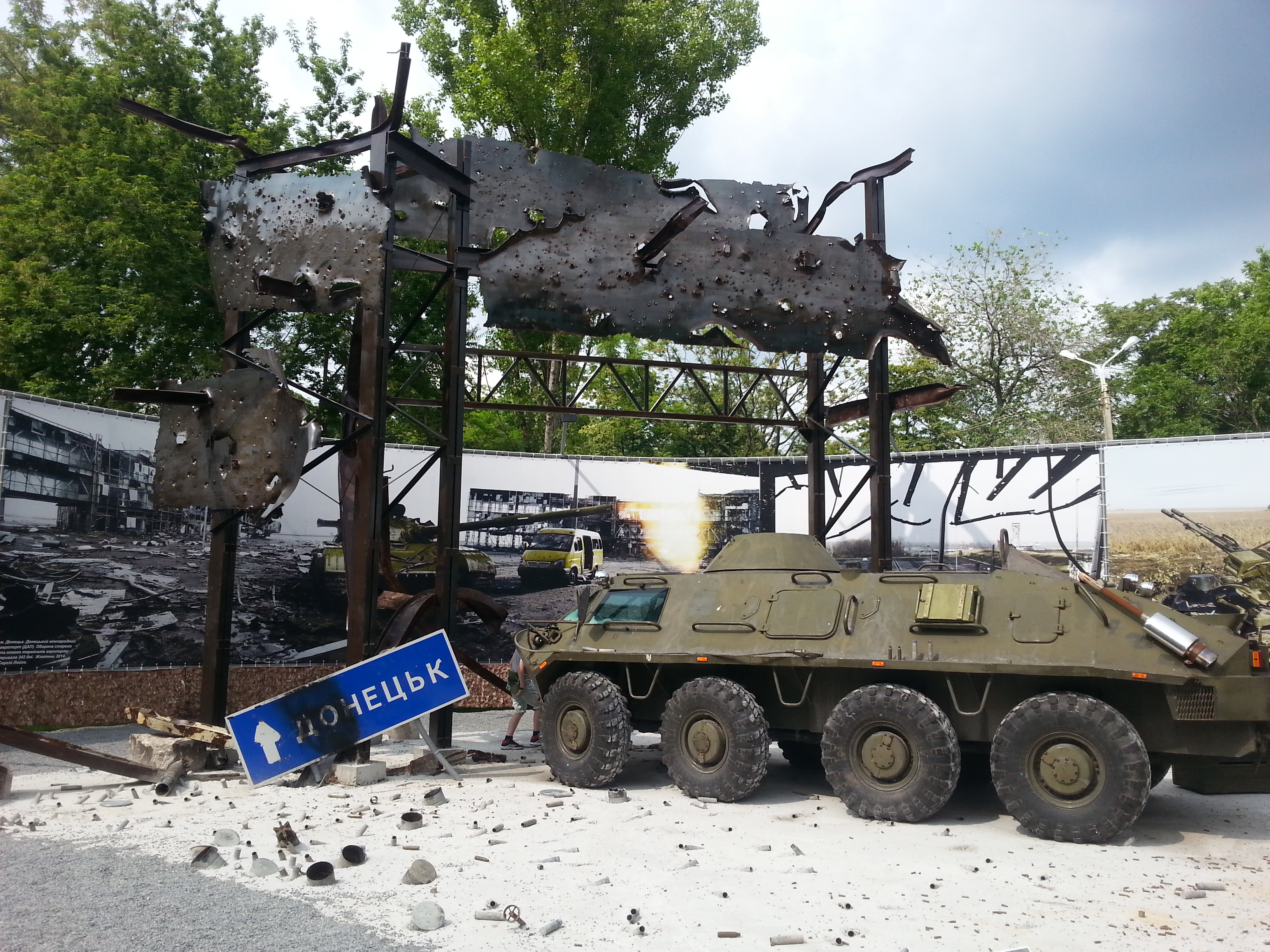
En extérieur.

## Liens
- Liste de musées en Ukraine.